# Celebesspoorbrug
De Celebesspoorbrug is een spoorbrug in Amsterdam-Oost.
Deze spoorbrug maakt onderdeel uit van het spoorbrugstelsel behorende bij het Station Amsterdam Muiderpoort. Het complex dateert uit de jaren 1937-1939 toen de Spoorlijn Amsterdam – Hilversum in het kader van de Spoorwegwerken Oost op een dijklichaam werd geplaatst ter opheffing van de gelijkvloerse kruisingen trein- en autoverkeer. In de loop der tijden is dit viaduct enigszins aangepast. De spoorbrug kreeg pas in november 2017 haar naam, een vernoeming naar de Celebesstraat, op zich vernoemd naar het Indonesische eiland Celebes. 
De Celebesspoorbrug verzorgt samen met de Domselaerspoorbrug een doorgaande route Domselaerstraat – Oosterspoorplein - Celebesstraat. Daar waar de Domselaerpoorbrug nog over een rijweg ligt, is de tunnel onder de Celebesspoorbrug alleen toegankelijk voor voetgangers en fietsers. Die tunnel dient tevens als toegang/uitgang van de treinperrons. 
De tunnel werd door de plaatselijke jeugd als "eng" (in de betekenis van griezelig) bestempeld. Vanuit de buurt kwam het initiatief om het op te fleuren. De Nederlandse Spoorwegen en ProRail zorgden eerst voor het reinigen van de beslagen tegelwanden. Vanaf 2012 werkten kinderen uit de buurt samen met het Buurtatelier Indische Buurt aan het ontwerp van zo’n 200 kunstuitingen voor plaatsing op de wanden. Uiteindelijk werden er in december 2013 acht tekeningen geplaatst met een afmeting van 2 bij 1 meter elk. Het geld voor de galerij werd bijeengebracht door onder andere Stadsdeel, NS, ProRail, een drietal woningcorporaties, de Fiep Westendorp Foundation en het Amsterdams Fonds voor de Kunsten.
Voor een plaatselijke winkel werden op kale rolluiken twee "muurschilderingen" geplaatst in de vorm van een cello en piano.

## Afbeeldingen

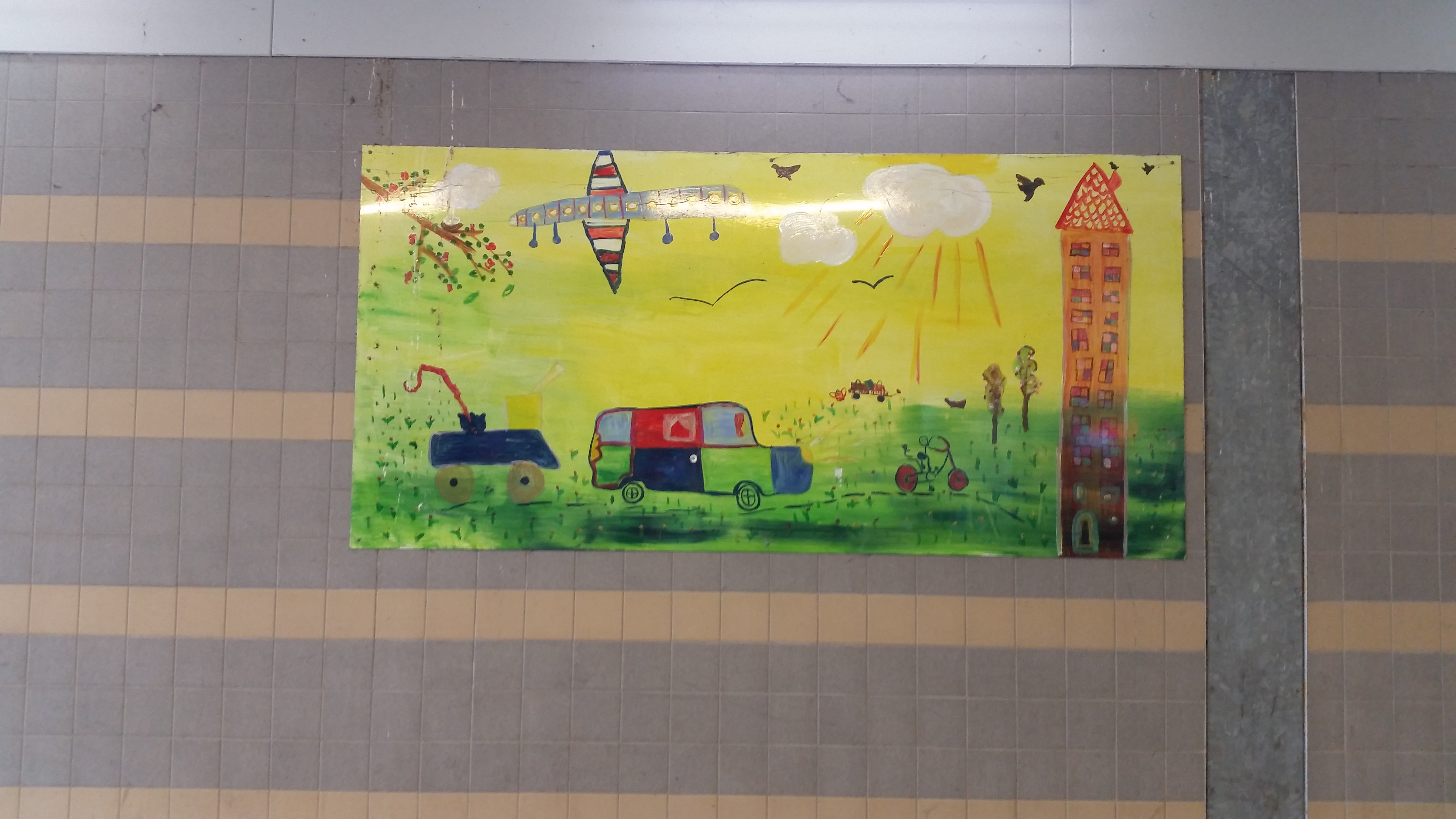
Een van de acht “schilderijen” (juli 2019)
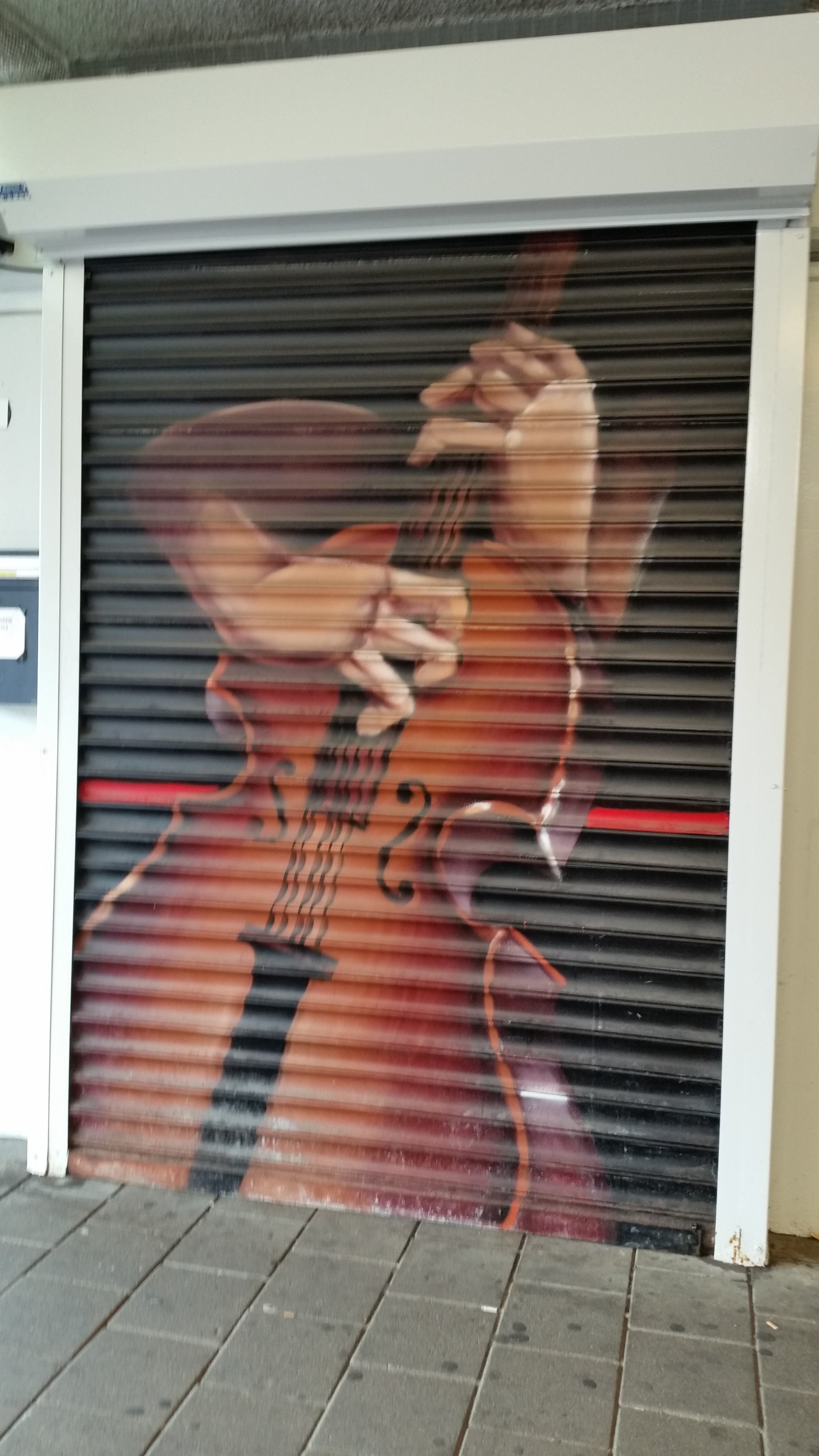
Cello op rolluik (juli 2019)
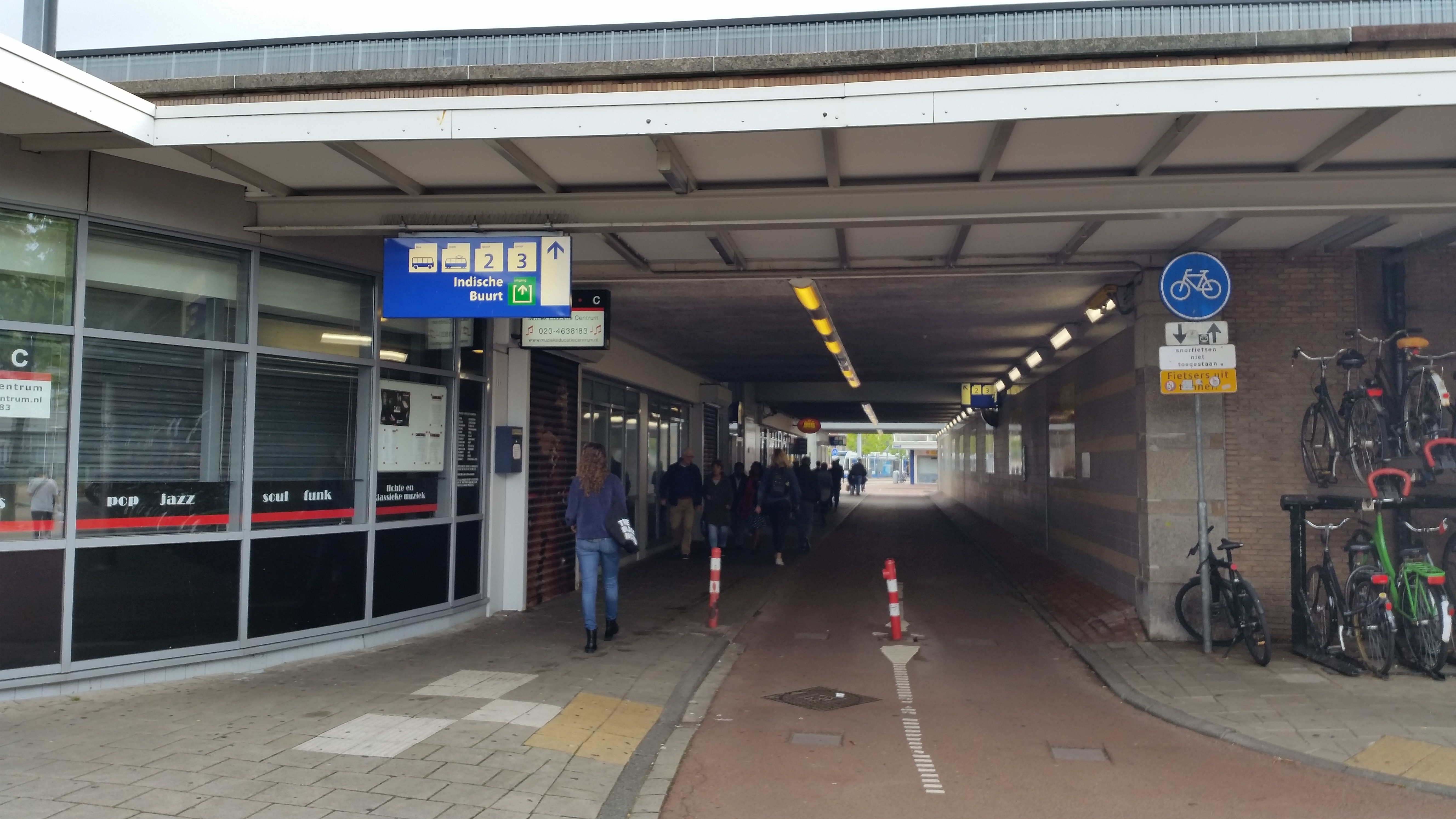
Onderdoorgang vanaf Oosterspoorplein (juli 2019)

Abcouderpadspoorbrug ·
AMC-Padspoorbrug ·
Amstelveensewegspoorbrug ·
Anderlechtspoorbrug ·
Arlandaspoorbrug ·
Basiswegspoorviaduct Oost ·
Basiswegspoorviaduct West ·
Beethovenspoorbrug ·
Ben Viljoenspoorbrug ·
Beukenwegspoorbrug ·
Bonispoorbrug ·
Bos en Lommerspoorbrug ·
Spoorbrug in de Burgemeester Stramanweg · 
Bullewijkspoorbrug ·
Carrascospoorviaduct ·
Celebesspoorbrug ·
Comeniusspoorbrug ·
Czaar Peterspoorbrug ·
Cruquiusspoorbrug ·
Dalsteinbrug ·
Domselaerspoorbrug ·
Erasmusspoorbrug ·
Europaboulevardspoorbrug ·
Frans de Wollantsspoorbrug ·
Gaasperdammerspoorbrug ·
Haarlemmerwegspoorbrug ·
Heemstedespoorbrug ·
Hemsterhuisspoorbrug ·
Henk Sneevlietspoorbrug ·
Hoogoorddreefspoorbrug ·
Houtmanspoorbrug ·
Houttuinenspoorbrug ·
Insulindespoorbrug ·
Jan Evertsenspoorbrug ·
Jan van Galenspoorbrug ·
Johan Huizingaspoorbrug ·
Kabelwegspoorbrug ·
Karspeldreefspoorbrug ·
Kastrupspoorbrug ·
Kattenburgerspoorbrug ·
Korte Prinsengrachtspoorbrug ·
Kruislaanspoorbrug ·
Lelylaanspoorbrug ·
Linnaeuskadespoorbrug ·
Linneausstraatspoorbrug ·
Meibergpadspoorbrug ·
Molukkenspoorbrug ·
Mr. Treubspoorbrug ·
Museumlijnspoorbrug ·
Nieuwegeinspoorbrug ·
Nieuwe Haagsespoorbrug ·
Noordzeewegspoorbrug ·
Omvalspoorbrug ·
Oostertoegangsspoorbrug ·
Oosterdoksspoorbrug ·
Overbrakerspoorbrug ·
Overzichtspoorbrug ·
Pablo Nerudaspoorbrug West ·
Pablo Nerudaspoorbrug Oost ·
Parnassusspoorbrug ·
Piarcospoorviaduct ·
Pieter Calandspoorbrug ·
Planciusspoorbrug ·
Ringdijkspoorbrug ·
Robert Fruinspoorbrug ·
Rozenoordspoorbrug ·
Schinkelspoorbrug ·
Seinewegspoorbrug Noord ·
Seinewegspoorbrug Zuid ·
Sloterdijkerwegspoorweg ·
Solitudolaanspoorbrug ·
Spaarndammerspoorbrug ·
Strandvlietspoorbrug ·
Tafelbergspoorbrug ·
Tjepmaspoorbrug ·
Transformatorwegspoorbrug ·
Van Swindenspoorbrug ·
Vlaardingenspoorbrug ·
Westerdoksdijkspoorbrug ·
Westertoegangsspoorbrug ·
Wibautspoorbrug ·
Wiltzanghspoorbrug ·
Wijttenbachspoorbrug ·
Zaandijkspoorbrug ·
Zaventemspoorbrug ·
Zeeburgerdijkspoorbrug ·
Zeeburgerpadspoorbrug